# Jugband Blues
Jugband Blues is een nummer van Pink Floyd. Het is de afsluiter van hun album A Saucerful of Secrets en tegelijkertijd ook − op het op single uitgebrachte 'Apples and Oranges' na − de afsluiter van Syd Barretts loopbaan bij Pink Floyd. 

## Achtergrond
Het was een van de eerste nummers die voor het album werden opgenomen. Tijdens de opnamen was Pink Floyd nog met Barrett op toer, maar diens geestesgesteldheid liet haar sporen na. Barrett kwam steeds onregelmatiger opdagen. Was hij er een keer wel, dan wilde hij sommige nummers niet zingen. Ook het opnemen van Jugband Blues ging niet eenvoudig. Barrett wilde een brassband inschakelen. De muziekproducent Norman Smith wilde daarin meegaan. Over de muziek die de band moest spelen verschilden ze danig van mening. Barrett wilde dat de muzikanten speelden wat op dat moment in hun opkwam, Smith wilde uitgeschreven muziek. Dat botste en zo werd het nummer een compromis tussen de vooruitstrevende creatieve gitarist en de redelijk conservatieve producer. In het midden van het nummer speelt de band een uitgeschreven partij, maar naar het eind van het nummer wordt het een chaos.
Tijdens het schrijven van het nummer was Barrett al behoorlijk gedesintegreerd; het nummer klinkt chaotisch en wisselt van maat- en toonsoort. Ook de tekst liet dit blijken: "I don't care if the sun don't shine/ And I don't care if nothing is mine". Na dit in de De Lane Lea Studios opgenomen lied was het in maart 1968 exit voor Barret. Pink Floyd ging verder met diens vervanger annex opvolger David Gilmour. De muziek van de band sloeg een nieuwe weg in.
Jug betekent kruik, en jugband blues is de stijl akoestische folk-blues die door jugbands wordt gespeeld. De kazoo’s en de jug die in de achtergrond zijn te horen zijn instrumenten die ook tot het jugbandinstrumentarium behoren. Soms betekend “jug” ook gevangenis. Net als de tekst blijft de werkelijke betekenis van de titel onduidelijk. De afsluitende woorden "And what exactly is a dream? And what exactly is a joke?" gaven ook geen duidelijkheid.